# 광종 (고려)
광종(光宗, 925년 ~ 975년 7월 9일 (음력 5월 23일, 율리우스력 7월 4일)은 고려의 제4대 국왕이자 황제(재위: 949년 4월 18일(음력 3월 13일, 율리우스력 4월 13일) ~ 975년 7월 9일)이다.
휘는 소(昭), 자는 일화(日華), 묘호는 광종(光宗), 시호는 홍도선열평세숙헌의효강혜대성대왕(弘道宣烈平世肅憲懿孝康惠大成大王), 능호는 헌릉(憲陵)이다. 태조의 넷째 아들, 신명순성왕후 유씨(劉氏)의 셋째 아들로서 요절한 왕태, 정종의 동생이다. 후는 대목왕후 황보씨(皇甫氏)로 태조와 신정왕후의 딸로 이복누이이며, 후궁인 경화궁부인 임씨(慶和宮夫人)는 이복형인 혜종의 딸이다.
949년 3월 동복 형 정종의 선위를 받아 즉위하였다. 중국의 연호를 사용하지 않고 광덕·준풍 등의 독자적인 연호를 사용하였고, 후주로부터 과거제도를 받아들여 처음 과거를 실시하였다. 노비안검법으로 부당하게 노비가 된 양민들을 석방하였고, 민생안정과 백성구휼에 힘을 썼다. 이 모든 것은 결국 호족 세력 약화와 황제권 강화라는 목적과도 맞닿아있었는데, 과거 시험으로 선발된 관료들과 후주에서 귀화한 관료들을 통해 호족 세력을 견제하고 황제권을 강화하는 한편 관복 제도를 새로 제정하여 조정의 기강을 바로 잡았다. 불교 장려에도 관심을 갖고 사찰의 중건과 중수를 지원하였다.

## 생애

### 즉위 이전

#### 출생과 생애 초반
925년, 태조와 신명순성왕후 유씨(劉氏)의 아들로 태어났다. 동복형제로는 형 태자 태(泰)와 형 정종이 있었고, 동생인 문원대왕 정(貞), 증통국사, 신라 경순왕의 후처가 된 누이 낙랑공주, 여동생 흥방공주 등이 있었다. 위로는 형 태자 무(武)와 태자 태(泰), 태자 요(堯)가 있었으므로 그는 왕위계승권에서 멀리 있었다. 그러나 혜종이 병약하고, 동복 형인 태자 태가 일찍 요절하면서 그는 형 요와 함께 유력 왕위계승권자가 되었다.
왕소는 친형인 정종과는 판이하게 다른 성격의 소유자였다. 그는 성격이 호탕하고 과감하면서도 한편으로 신중하였다. 최승로의 평에 의하면 '정종이 고집이 세고 남의 말을 잘 듣지 않는 성품인데 반해 광종은 치밀하고 조심스럽지만, 기회를 잡았을 땐 과감하게 밀어붙이는 대범한 성격이었다.'한다. 그는 뛰어난 용모와 우수한 자질을 갖고 있어 태조로부터도 남다른 사랑을 받았다 한다.
태자 시절에 그는 정종과 더불어 왕실 세력의 핵심 인물이었고, 박수경·박수문 형제와 왕식렴 등의 서경 세력과도 친분이 두터웠다. 그 때문에 왕규와 박술희가 이끄는 개경 세력을 제거하는 데 많은 역할을 하였으며, 정종의 즉위에도 지대한 공헌을 하였다. 왕위를 두고 벌어진 암투극 사이에서 호족들의 도움을 받아 생명을 보전할 수 있었지만 그는 각자 자기 가문의 외손이나 연고자를 왕위로 끌어올리려는 호족들을 보고 제거해야 될 대상 또는 잠재적인 적으로 보고 있었다.
태조는 호족들을 견제할 목적으로 이복남매들 사이의 족내혼을 시켰는데, 그는 이복 여동생이자 신정왕후 소생인 대목왕후 황보씨와 결혼하였다. 이복 여동생이었지만 그녀는 외가의 성을 따랐고 외할아버지 황보제공의 성을 따라 황보씨라 칭하게 되었다. 대목왕후에게서 2남 3녀를 두었는데, 둘째 아들 효화태자는 요절하고 첫째 아들 태자 주가 뒷날의 경종이 된다. 딸은 천추전부인, 보화궁부인, 흥덕원군부인이 있는데 셋째딸인 흥덕원군부인은 흥덕원군 왕규와 결혼하여 딸을 두었으나 다시 성종에게 재가한다.
태조가 자식들을 이복 형제끼리 결혼시킨 것은 신라 왕족의 풍습에 따른 것이었다. 이는 왕실 혈통의 순수성을 유지하고 동시에 왕권을 안정시키기 위한 배려였다. 왕이 족외혼을 했을 경우 왕권이 외척의 그늘에서 벗어날 수 없기 때문이라는 왕건의 계산이 작용했다. 그는 이복형 혜종과도 친분을 가지면서 서경세력과 혜종 사이에 교량 역할을 하였다. 이는 혜종이 서경세력과 화합을 도모하기 위해 자신을 딸을 왕소의 두 번째 부인으로 시집 보낸 것으로도 확인된다.

#### 잠재적 왕위 계승자
943년 태조의 사후 유력한 왕위 계승권자로 주목되었고, 왕규로부터 왕위를 노린다는 의심을 받게 된다. 왕규에 의해 왕위를 노린다는 고변을 듣게 된 혜종은 그를 시험하였고, 이어 944년 의화왕후 소생인 자신의 적녀 경화궁부인 임씨(慶和宮夫人 林氏)를 후궁으로 주었다. 그러나 그는 철저히 본심을 숨겼고, 뚜렷한 혐의가 없었으므로 혜종은 그를 제거할 수 없었다.
945년 동복 친형인 정종이 즉위하였다. 즉위 후반 병에 시달리던 정종은 자신의 죽음을 예감하자 자신의 유일한 아들 경춘원군이 아닌 동생 소에게 선위 하기로 일찍부터 마음 먹었다. 949년 음력 3월 13일 병석에 누운 정종이 죽자 광종은 25살의 나이로 즉위하였다.
당시 유력한 호족들, 자신의 외가인 충주 유씨와 처가인 황주 황보씨 박수경·박수문 형제의 평산 박씨 세력은 광종의 후견세력이었고, 청주 김씨 역시 정종시대 이후 고려 조정에 비교적 호의적인 입장이었다. 많은 호족 세력을 등에 업은 덕분에 혜종 사후때처럼 즉위 초반 개경과 서경의 문무관리들이 살상 되는 혼란이 있었지만 빨리 수습할 수 있었다. 즉위 직후 그는 백성과 호족들의 불만을 샀던 형 정종의 필생의 과업인 서경으로의 1수도 천도 계획을 즉시 취소시켰다.

### 치세

#### 즉위 초반
949년 8월 대광 박수경 등에게 명하여 각 공신에게 쌀을 차등 있게 나누어 주고 이때 지급된 급료를 표준 녹봉으로 정하였다. 또한 원보 식회, 원윤 신강 등에게 명하여 각 주, 군, 현에서 세금으로 바치는 세공의 액수를 정하게 하였다. 평주의 호족 박수문, 박수경 형제는 정종 사후 광종의 즉위를 적극 지지했는데, 이들의 세력이 막강하였으므로 광종은 자기 가문의 외손이나 연고자를 황위로 앉히려는 다른 호족들을 견제한다.
950년(광종 1년) 1월 사천대의 승려가 광종에게 덕을 쌓으라고 아뢰자 이때로부터 광종은 항상 정관정요를 읽었다 한다. 이어 그는 중국의 연호를 사용하지 않고 광덕(光德)이라는 독자적인 연호를 공표하였다. 장청진에 성을 수축하고, 동년 가을에는 위화진에 성을 쌓았다. 광종은 즉위 초반 7년간 정국을 무던히 지켜보며 왕권을 강화시킬 방법을 모색하고 있었다. 그는 일단 국내의 정국 주도권을 호족들에게 내주고 조용히 정치적 기반을 닦아나갔다. 그가 가장 먼저 관심을 기울인 것은 정치적 능력을 기르는 일이었다. 이를 위해 그는 당나라 태종이 자신의 신하들과 정치 토론을 벌인 내용을 기록한 정관정요를 숙독하였다.
정관정요는 당나라 황제들의 치세 교과서 구실을 했는데, 광종 역시 이 책을 통하여 군주가 나아가야 할 행동방향을 세우고 정책 입안 및 신하를 다스리를 방법을 배울 수 있었다. 즉위 초반에는 후한과 후주에도 형식적으로 조공을 바치며 충돌을 자제하였다. 951년 후주가 중원의 맹주로 부상하자 광종은 그해 12월부터 다시 후주의 연호를 이용하기 시작하였다. 광종이 후주의 연호를 사용한 것은 외교적 경로를 이용해 여진과 거란을 경계하기 위함이었다. 당시 거란은 호시탐탐 고려 침략을 노리고 있었는데, 고려는 그들의 침략을 막기 위해 중원의 한족들과 돈독한 외교관계를 형성할 필요가 있었다.
951년부터 후주의 연호를 사용하자 후주 측은 1차로 광종을 고려국왕에 책봉하는 정식 책봉사를 보내왔고, 다시 2차로 광종을 검교태사로 봉하여 고려 백관들의 복식을 중국식으로 바꾸기 위해 책봉사를 다시 보내왔다. 당시 책봉사는 설문우였고 그를 따라온 책사 중 쌍기 등이 있었는데, 광종은 쌍기 등이 후주 태조를 도와 개혁작업을 한 인물들임을 알고 이들과 면담, 고려로 유치하려 노력하였다. 호족을 견제할 친위세력이 부족했던 그는 후주에서 귀화한 인사들과 훗날 그 중 한사람인 쌍기의 건의로 선발한 과거 급제자 출신 인재들로 친위세력을 구성한다.

#### 권력 분산과 집중화
광종은 강력한 중앙집권체제를 실현하고자 하는 야심이 강한 인물이었는데, 그는 중앙군을 능가하는 군사력을 가진 호족의 제거를 계획 하였다. 즉위 초기에는 호족들의 지지가 필요하였기에 호족들에게 권한을 부여하였으나 태자 시절 호족들이 자기 가문의 연고가 있는 태자를 위에 올리기 위해 암투를 벌이는 것을 지켜본 그는 호족들의 숙청을 결심한다. 광종은 고려 왕조 성립 초기의 공신들과 호족의 세력을 약화시켜 왕권의 강화와 중앙집권적 국가체제 확립, 국가의 재정 기반 안정을 위한 과감한 개혁 정책을 추진하였다. 즉위한 후, 광종은 국초에 왕실을 위해 공을 세운 공역자를 정해 차등을 두어 쌀을 지급하였는데, 이는 자신의 지지세력을 확고히 다지기 위함이었다.

#### 민심안정책
광종은 정치적 역량과 대외적 위상을 제고하는 것 이외에도 민심 안정에 많은 노력을 기울였다. 민심을 안정시키지 못하면 아무리 좋은 정책이라도 실패할 수밖에 없다는 것을 형 정종의 서경 천도 추진과정에서 뼈저리게 깨달았던 그는 민심을 얻는 것이 곧 힘을 얻는 것이라고 생각했다. 광종은 민심 안정책을 불교를 통해 추진하였다. 그는 951년 대봉은사를 개성 남쪽에 세워 태조의 명복을 비는 원당으로 하고, 불일사를 동쪽에 세워 신명순성왕후의 명복을 비는 원당으로 삼았다.
954년에는 신명순성왕후의 명복을 빌기 위해 숭선사를 창건하였으며, 화엄종 승려 균여와 교분을 갖고 그의 '성상융회(性相融會)' 사상을 받아들였다. 성상융화사상이란 일종의 불교 종파융합책으로, 당시 불교는 교종이 융성했는데, 교종 내에서도 성종과 상종이 있었다. 성종의 대표적인 종단은 화엄종이었고, 상종의 대표적인 종단은 법상종이었다. 이 두 종단의 특징은 이질 집단을 통합할 수 있는 융화적이고 보편적인 원리를 추구하고 있다는 점이다. 균여는 바로 이 원리를 통하여 민심을 하나로 묶어낼 수 있다고 보았고, 광종이 이에 적극 동조했다. 광종은 이들 종단이 융화적이고 보편적인 원리를 추구하고 있다는 점을 주목, 화엄종과 법상종계 승려들과도 자주 면담하며 민심을 불심으로 단결시킬 방안을 강구했다.
균여의 성상융회 사상은 화엄종과 법상종을 하나의 사상으로 이끌어내자는 논리였다. 당시 화엄종과 법상종을 신봉하고 있던 사람들은 대개 중소 호족이나 평민들이었는데, 대호족을 경계하던 광종은 중소호족들과 평민들의 힘을 키울 요량으로 두 종파의 융회를 시도하였던 것이다. 953년(광종 4년) 화엄종 승려 겸신이 국사로 봉해지기도 했다. 이같은 화엄종, 법상종 장려와 융화정책은 곧 중소 호족들의 지지를 얻게 되고, 반대로 대부호들의 불교적 기반을 무너트리는 역할을 했다.
또한 그는 백성들을 위한 구호 및 의료기관인 제위보를 설치하여 가난한 사람과 병자들을 구제하기 위해 노력했다. 광종에 비판적인 최승로조차 광종이 천한 사람이라고 버리지 않고 불쌍한 이들에게 혜택을 베푼 덕분에 그의 초기 치세를 두말할 나위 없는 태평성대였다고 칭송하였다.

### 개혁 정책

##### 외국 인재 영입
956년 후주에서 보내온 책봉사 설문우를 따라 온 쌍기 등에게 매료된 광종은 이들을 고려로 영입할 계획을 세운다. 중국 출신 귀화인이던 왕융을 통해 중국의 정세를 어느 정도 접했던 그는 후주의 개혁을 주도한 인물들의 존재를 알게 되고 그들 중 일부가 설문우를 따라 고려로 오자 이들과 대화하고 이들을 영입하려 하였다.
2차 책봉사의 수행원으로 고려에 당도한 쌍기는 얼마 후 병에 걸려서 사신 일행과 함께 중국으로 돌아가지 못한다. 이를 두고 미리 계획된 일이었다는 시각도 있다. 즉 '와병을 핑계하여 환국하지 않고 있다가 사신 일행이 돌아간 다음에 광종과 대면한다는 계산이었을 것이다.' 책봉사 일행이 돌아간 뒤 쌍기는 병상에서 일어났고, 바로 광종과 대면하게 된다. 쌍기를 만난 광종은 그의 개혁적인 성향과 뛰어난 식견에 감탄하여 후주의 세종에게 국서를 보내 쌍기를 고려의 신하로 삼을 수 있도록 하게 해달라고 요청한다. 후주의 쌍기는 고려 조정에 전격 등용된다. 그 뒤로도 광종은 사람을 보내 후주의 개혁을 담당했던 인물들을 만나보도록 공식, 비공식 사절과 유학생들을 파견한다.
쌍기는 후주에서 귀화하게 되는 인물로, 후주 태조의 치하에서 절도순관, 장사랑, 시(試) 대리평사 등을 지냈다. 시대리평사는 시험을 주관하는 관리였기 때문에 과거 제도에 대한 지식이 많은 인물이었다 광종은 유학에 정통하 신진 유학자들도 함께 등용하여 과거 시험을 출제할 이론, 주제 등을 준비하게 한다.
쌍기는 그에게 호족들의 사병을 혁파시킬 것을 건의한다. 쌍기가 들고 나온 전략이 바로 경쟁자의 강점에서 약점을 찾는 전략이었다. 호족들이 거느리고 있던 사병은 호족들에게는 가장 큰 강점이지만 가장 큰 약점이었다. '호족들이 거느린 사병은 전쟁에서 패하여 포로로 잡혀온 노비이기 때문에 어쩔수 없이 호족들에게 목숨을 걸고 충성할 수 밖에 없는 상황이었다.' 이 점을 파악한 광종은 노비들의 해방을 꾀한다.
955년 대상 왕융이 주나라를 다녀온 적이 있는데, 이때 광종은 주나라의 인재를 초빙해오라는 밀명을 내린 듯 하다. 왕융 역시 중국에서 귀화한 인물이었기 때문에 광종의 이러한 요구에 쉽게 순응했던 것이다. 광종은 쌍기 이외에도 함께 왔던 후주의 학사들을 고려에 줄 것을 후주 세종에게 청하여 승낙받는다. 친위세력이 없었던 그는 중국인 출신 귀화인들을 통해 자신의 친위세력을 구성하였다. 여기에 귀화인 중 한사람인 쌍기의 건의로 실시된 과거로 뽑아들인 인재들을 통해 친위세력을 한층 강화하였다.

##### 개혁 정치 시작
쌍기는 등용 당시 전격적으로 원보의 관직에 오른다. 이 때문에 호족들의 반발이 심했지만 광종은 아랑곳하지 않았다. 광종은 오히려 그를 다시 한림학사로 승격시켜 학문과 관련된 업무를 관장하게 했다.
그는 당 태종의 치세와 후주 태조의 치세에 관심을 두었다. 후주 태조는 제후국들의 힘을 약화시키기 위해 당나라 제도를 모범으로 과거제를 비롯한 일련의 개혁정책을 실시했고, 그 결과 황제권을 안정시킬 수 있었다 쌍기는 강력한 황제권의 확립을 주창하였다. 쌍기는 고려 조정이 소수의 특정 문벌가문에 의해 모든 것이 장악된 것을 지적하고, 문벌가문의 세력형성 혁파가 필요하다고 건의하였다.
광종도 당대의 후주의 개혁 소식을 진작에 듣고 있었기 때문에 고려도 후주를 모범으로 개혁을 추진해야 한다는 생각을 가지고 있었다. 일부 호족들이 자기 가문의 외손이나 연고지를 추대하려는 택군 시도를 한 것을 경험하면서 위협을 느끼기도 했다. 또한 호족들이 외척과 개국공신 등 공신의 지위를 이용하여 온갖 권력을 독점한 것 역시 염증을 느끼게 하였다. 또한 광종은 중국 대륙이 5대 10국으로 혼란을 거듭한 점과 일본이 여러 지방국으로 분열된 점, 북방에는 거란족과 여진족이 대치하고 후발해국이 거란과 고려의 완충지대 역할을 하는 등의 국제정세는 외세의 내정간섭이 없이 개혁을 수행할 절호의 기회라고 판단했다.

##### 노비안검법
956년에는 노비안검법(奴婢按檢法)을 실시하였다. 노비안검법은 노비들의 실태를 파악하여 부당하게 노비가 된 자들을 해방시키는 일종의 노예 해방법이다. 당시 호족들이 거느리고 있던 노비의 상당수는 고려의 삼국통일전쟁 과정에서 포로로 붙잡힌 양인이거나 대호족의 강압에 의해 노비로 전락한 사람들로서 호족들의 경제적, 무력적 기반이었다. 또한 호족들이 사병을 거느릴 수 있는 인력동원의 원천이기도 했다. 노비안검법으로 많은 노비들이 원래의 신분으로 되돌아간다는 것은 호족들의 경제적, 무력적 기반이 사라진다는 것을 의미했다. 호족들은 진정서와 상소를 올리고 광종에게 항의했다. 그러나 광종은 쌍기를 비롯한 후주 귀화인 출신들을 등용하고, 호족들과 호족 세력 인사들을 파면, 해임하는 것으로 맞대응했다.
956년 노비안검법이 공포되자 고려의 통일전쟁으로 포로가 되어 양인에서 노비로 전락한 사람들은 모두 양인으로 신분 회복되었다. 노비에서 해방되는 방법은 간단하여, 노비 스스로가 자신이 과거에 양인 신분이었다는 것을 관아에 신고하기만 하면 바로 양인으로 복귀할 수 있었던 것이다. 광종은 호족들의 반발을 예상하여 노비들의 관청 출입을 막지 못하도록 명하였다. 호족 중 자신의 노비가 거짓을 고하는 것이라고 무고하는 호족들에게 불이익을 주었고, 원래 양인 출신이던 노비들의 신분회복이 계속되었다.
많은 수의 노비를 소유하고 있던 대호족들은 엄청난 타격을 입었다. 공신전을 경작하는 대가로 노비로부터 받던 세금을 더 이상 받을 수 없었고, 사병의 수도 격감되었다. 호족들은 가난한 평민들을 대상으로 소작농으로 부리게 된다. 그러나 광종은 소작농을 노비처럼 부리는가의 여부를 어사대의 관리와 측근 세력을 파견하여 감시하였다.

##### 호족세력 약화와 상대적 황제권 강화
호족들은 노비안검법 실시에 거세게 반발했다. 광종의 비 대목왕후까지 이 일에 나섰다. 호족들은 모든 힘을 동원하여 광종을 압박하였고, 선대 제왕들의 처족들도 가세하였다. 하지만 광종은 결코 의지를 꺾지 않았다. 광종은 대목왕후의 간언까지 뿌리치고 이 법을 더욱 강력하게 시행하였다. 노비안검법이 실시됨으로써 호족들은 경제 기반인 노비의 상당수를 잃었고, 과거제 실시로 신진관료들에게 관직을 내줘야 하는 상황이 도래하였다. 이와 비슷한 정책은 아버지 태조도 마련한 적이 있었지만 호족들의 강력한 반발로 중도에 정책을 다. 그러나 광종은 달랐다. 광종은 이미 7년 동안의 민심안정책을 통해 백성들의 지지를 받고 있었고, 호족들과 싸울 만한 정치적 기반도 마련했기 때문이었다.
노비뿐만 아니라 노비와 같은 처지에 있던 극빈한 양인들 역시 대대적인 환영을 하였고, 신진관료나 무장들도 마찬가지였다. 오직 대호족들만이 강력하게 저항했지만 시대적 대세와 광종의 강력한 의지 때문에 별다른 효과를 거두지 못했다. 그러나 호족들은 자신의 가문이나 지역과 연고가 있던 황자들의 추대를 기도했고 광종은 호족의 숙청을 계획하게 된다.
노비신분에서 해방된 호족의 사병들 역시 이제 더 이상 호족을 위해 목숨을 바칠 이유가 없어졌고 곳곳에서 호족들로부터 이탈하게 되었다. 사병이 없어진 호족은 추풍낙엽과 같은 미약한 존재가 되었고 이때 광종은 군사력을 앞세워 모든 호족들을 제압하고 고려의 강력한 중앙집권체제를 구축하였다. 호족의 입지가 약해진 반면, 국가는 세금이 늘어나고 병졸의 숫자가 증가하면서 결과적으로 왕권이 신장되어 중앙집권적 체제 확립의 기반이 마련되었다. 이로써 공신이나 호족의 경제적·군사적 기반은 크게 약화되고, 노비들이 양인으로 신분이 상승하여 조세와 부역의 의무를 지게 되었으므로 국가의 재정 기반과 왕권이 안정되어갔다.
그러나 호족들은 계속 반발했다. 노비로 있던 자가 자신의 옛 주인을 헐뜯고 욕하는 일로 싸움이 벌어지는 사건도 잇따라 터졌고, 노비와 양인 계층의 이반으로 신분질서가 문란해저 사회적 토대가 흔들리는 양상도 일부 발생했다. 또한 광종 근위세력과 호족세력간의 충돌로 인해 정계의 대혼란이 일어나기도 했다. 결국 이 옥의 티를 빌미로 호족들은 노비안검법 철폐를 지속적으로 주장했고, 경종대에 다시 비대해진 그들의 힘에 밀려 제6대 성종은 노비환천법으로 양인으로 회복된 대부분의 사람들을 노비로 도로 환천시키고 만다.

##### 과거 제도 도입
광종은 문벌귀족, 대대손손 가문에 의해 관직을 세습하거나 금전으로 관직을 매매하는 문벌귀족의 세습을 방지하고자 중국에서 실시되는 과거시험에 관심을 가졌다. 이어 광종은 사신을 후주에 파견하여 과거 제도의 시행을 알아보게 하기도 했다. 중국의 과거제도를 접한 그는 과거제도에 대해 사람을 시켜서 알아보게 됐고, 953년 후주와 본격적인 외교관계가 수립된 이후부터 적극적으로 추진되었다.
이때 후주에 사신을 보내 고려국왕으로 책봉을 받기도 했다. 후주로부터 고려국왕으로 공인된 광종은 955년 태조 곽위에 이어 제2대 왕으로 오른 세종에게 귀화인 왕륭을 보내 토산물을 선물하고 후주의 정국에 대해 소상히 전해 듣는다. 그리고 후주의 상황이 고려와 비슷하다는 것을 깨닭은 그는 대리평사를 지낸 쌍기를 고려로 끌어들인다. 쌍기는 후주의 사신으로 왕래한 설문우의 일행으로 고려에 왔다. 이때 광종은 쌍기와 대화를 나누게 되는데, 그의 사상과 지식에 공감하게 된다. 이어 세종에게 쌍기를 자신의 신하로 줄 것을 요청해 승낙받는다.
쌍기는 후주 태조의 황제권강화작업에 깊숙히 관여한 인물이었기 때문에 후주에서 이뤄졌던 일련의 사회개혁을 고려에서 재현할 수 있다고 판단했다. 쌍기의 이러한 고려개혁론은 광종을 흥분시켰다. 광종은 이미 오래전부터 왕권강화책을 강구하고 있었지만 자신의 정책을 수행, 지지해줄 마땅한 인물을 찾지 못한 터였다.
956년 후주에 사신을 보냈고, 후주는 답례로 장작감 설문우를 보내 광종을 개부의동삼사검교태사(開府義同三司檢校太師)에 봉하였다. 세종의 교서를 받은 뒤 광종은 명하여 백관의 의관을 중국 제도에 따라 하게 하였다. 그런데 설문우를 따라온 후주의 전 절도순관 대리평사 쌍기(雙冀)가 병으로 귀국하지 못하고 머무르게 되었다. 쌍기와의 대화를 통해 과거 제도에 대한 정보를 알게 되었고, 그의 학식에 감탄한 광종은 후주에 표문을 올려 쌍기를 자신의 참모로 삼게 해줄 것을 요청하여 성사시켰다. 쌍기는 귀화하여 고려인이 되었고 그는 쌍기 등을 최측근으로 등용하였다. 또한 후주의 멸망과 5대 10국의 멸망 후 옛 5대 10국 나라의 관료들을 적극 고려로 유치, 영입하였다.
958년 쌍기의 건의로 과거를 시행하였다. 그해 5월에 후주(後周)에서 고려로 귀화한 한림학사 쌍기(雙冀)를 공거로 임명하여 처음으로 과거 제도를 실시하여 호족 이외의 인재를 등용하였다.

##### 과거제도 실시와 제도 정비
노비안검법 실시로 호족의 힘이 약화되고 상대적으로 황제권이 강화되자 광종은 958년 '과거제 도입'이라는 폭탄선언을 하였다. 958년(광종 9년) 5월 광종은 마침내 쌍기를 지공거(知貢擧)로 임명하고 시, 부(賦), 송(頌), 책(策)으로써 진사 갑과에 2명, 명경과에 3명, 복업(卜業)과에 2명을 선발했다. 신라시대에 일부 시행되었다가 폐지된 과거 제도를 다시 실시함과 동시에 본격적으로 과거 제도를 주관하여 정착하게 한다. 이때 최초로 진사 갑과에 합격한 인물은 최섬 외 1인(진긍)이었다. 788년 신라 원성왕 때에 과거 제도인 독서삼품과를 도입했다가 얼마못가 호족들의 반발과 압력행사, 황제권약화로 폐지된 것을 그는 기억하고 있었다. 호족들의 반발과 출신 성분을 알 수 없는 인물들을 함부로 등용한다는 반대에도 그는 계속 과거를 주관하였고, 서서히 과거 합격자의 수를 늘려 과거 제도로 진출한 관료들의 수를 늘려나갔다.
과거제도 도입은 호족들이 중심이 된 공신세력에게 크나큰 타격이 아닐 수 없었다. 그들은 고려의 건국과 통일 과정에서 전공을 세웠거나 무력을 제공한 세력이었기 때문에 무인들이 대다수였다. 때문에 학문을 기반으로 하는 과거제도 실시는 그들 자제들의 정계 진출을 제도적으로 봉쇄하는 장치가 되었다. 958년 5월 광종은 과거 제도를 통해 실력있는 인사를 인재로 선발하겠다고 공표하였다. 시험으로 인재를 선발하는 것이며 문벌이나 재력으로 차별을 두지 않는다고 공표했다. 이는 조정 내에서 호족의 전횡을 막을 새로운 세력을 키우기 위한 방법이었다.
처음 과거가 실시된 지 2년 후인 960년에는 시, 부, 송만 가지고 다시 시험을 쳤고, 이후 4년 뒤에는 다시 시험과목을 조정하여 964년 시, 부, 송, 시무책을 가지고 시험을 쳤다. 그는 쌍기에게 명하여 시무책이라는 것을 시험 과목으로 추가하여 당시 사회의 상황과 개혁 방안을 구체적으로 설명하도록 했다.
이처럼 시무책을 시험과목으로 채택한 사실들을 통해 개혁에 걸맞은 인사에 대한 광종의 열망이 얼마나 강했는지 알 수 있다. 광종은 과거 제도를 통하여 전국에 학교가 세워지고 학풍이 일어나길 바랐다. 또한 문치적 관료체제가 갖춰지길 원했는데, 계속된 과거 시험으로 고려 전국에 이 같은 분위기가 조성되어 그의 뜻이 이뤄진다. 과거 제도의 도입으로 우수한 인재들의 중국 유출을 막는 한편 과거로 선발된 신진 관료들을 대폭 자신의 측근 세력으로 발탁한다. 문벌과 배경이 없었던 이들 신진관료들은 광종에게 절대적으로 의존하였다.
문과와 무과 외에도 승려들이 응시하는 승과(僧科) 역시 채택했다. 승려의 국가 고시 제도인 승과로는 종선(宗選)과 대선(大選)을 지정, 종선은 총림선(叢林選)이라고도 하며 각 종파 안에서 행하는 것이고, 종선의 합격자들은 국가에서 응시하는 승려고시 대선에 응시할 수 있는 자격이 부여되었다. 국가에서 실시하는 본고사 대선은 크게 선종선(禪宗選)과 교종선(敎宗選)으로 나누어졌는데, 선종선은 주로 광명사(廣明寺)에서, 교종선은 주로 왕륜사(王輪寺)에서 실시되었다. 이 승과는 고려 말까지 계속 이어졌다. 과거 시험으로 선발한 인재들은 인맥과 배경이 없었으므로 쉽게 그의 측근세력으로 성장할 수 있었다. 또한 백관의 품계에 따른 관복의 복제(服制)를 제정하여 관료의 서열을 체계적으로 정비하였다. 또한 승려들의 품계를 지정하여 대덕(大德)·대사(大師)·중대사(重大師)·삼중대사(三重大師)·선사(禪師)·대선사(大禪師) 등의 선종법계(禪宗法階)와 대덕·대사·중대사·삼중대사·수좌(首座)·승통(僧統)의 교종 법계 등 승려들의 계급도 친히 지정하였다.
그러나 개혁 과정에서 중국에서 귀화해온 세력에게 지나치게 많은 힘을 실어주어 내국 관료들의 원망을 들었다. 또한 관리의 복제를 제정하여 관등에 따라 자색, 단색, 비색, 녹색으로 서열을 구분케 하였다.

##### 관복 제정
960년 광종은 직접 백관의 관복제도를 제정한다. 이미 956년 설문우가 고려를 방문했을 때 이미 후주의 세종이 고려의 공복을 중국식으로 정비하라고 했지만 이뤄지지 못하다가 이때에 비로소 관복제도를 확립한 것이다.
959년 광종은 후주의 쌍철과 일단의 귀화인들을 조정에 끌어들인다.
960년 3월 지체없이 관복 제도를 확정했다. 당시의 관복은 신라의 것을 그대로 사용하고 있었다. 하지만 오랫동안 지속된 통일전쟁과 호족들의 영향력 증대로 서열에 따른 관복은 확정되지 못했다. 서열이 낮아도 부유하면 좋은 옷을 입었고, 서열이 높아도 가난하면 보잘것 없는 옷을 걸쳐야 했다. 이는 서열에 관계 없이 재정적으로 풍부한 자가 항상 우위에 있는 듯한 인상을 줄 수밖에 없었다. 광종은 이처럼 무질서한 복장이 조정의 기강을 흐트리고 왕의 권위를 약화시킨다고 보았다. 그래서 지위에 따라 모든 공복의 색깔을 달리하게 하였다. 원윤 이상은 자삼(자색 웃옷), 중단경 이상은 단삼(붉은 색 웃옷), 도항경 이상은 비삼(진홍색 웃옷), 소주부 이상은 녹상(녹색 웃옷)을 착용토록 하였다. 관복을 4가지 색으로 구분한 것은 새로운 관료체제의 탄생과 왕을 중심으로 한 조정 체계의 확립을 의미한다.

#### 대중국 외교 정책
변방을 수축하여 동북면과 서북면의 성곽을 보수, 중건하는 한편 중국과의 외교관계를 돈독히 하였다. 951년 후주에 사신을 파견, 귀환한 뒤 그해 12월 후주의 연호를 시행하였으며 이후 꾸준히 후주에 사신과 공물을 보냈다. 952년 봄에는 광평시랑 서봉을 후주에 보내어 방물(方物)을 바쳤다. 953년 후주에서 사신으로 위위경 왕연과 장작소감 여계빈을 보내, 후주 세종으로부터 광종을 특진 검교태보사 지절 현도주 도독 충 대의군사 겸 어사대부 고려국왕(特進檢校太保使持節玄州都督充大義軍使兼御使大夫高麗國王)으로 책봉하는 교서를 받았다.
955년 대상 왕융을 후주에 보내어 방물을 바쳤고, 광평시랑 순질을 후주에 보내어 공제의 즉위를 경하하였고, 956년 후주는 장작감 설문우를 보내 광종을 개부의동삼사검교태사(開府義同三司檢校太師)로 봉하였고, 이때부터 후주의 복식과 제도를 도입, 백관의 의관을 중국 제도에 따라 하게 하였다. 959년 봄 좌승 왕긍과 좌윤 황보위광을 후주에 보내어 방물을 바쳤고 그해 가을 다시 사신을 후주에 보냈다. 후주에서도 959년 좌효위대장군 대교를 보냈고, 그해 겨울 다시 사신을 후주에 보냈다. 960년 후주의 시어 청주수 쌍철, 고려에 왔고 쌍기를 좌승으로 임명하였다.

#### 칭제 건원
960년에는 중국에 사신을 보내 불경을 구해오게 했는데, 그해 오월의 제5대 황제 전숙(錢瞞, 錢弘俶)이 사신을 보내어 《천태론소》(天台論疏)의 교전과 그 밖의 불전을 보내왔다.
후주가 몰락하고 송나라가 일어나 패권을 다투기 시작, 광종은 이 같은 중국의 혼란이 계속되자 후주의 연호를 버리고 다시 960년(광종 11년)부터 '준풍'이라는 독자적인 연호를 사용한다. 또한 개경을 황제의 수도인 황도(皇都)로 개칭하여 황제(皇帝)의 면모를 갖췄다. 그는 자신을 황제의 지위에 올려놓음으로써 스스로가 절대 권력자임을 신하들에게 주입시키려 했다. 이에 따라 호족들은 광종의 절대 권력에 도전하게 되었고, 광종은 무자비한 숙청작업을 통해 공포정치를 실시함으로써 자신에게 도전하는 모든 권력과 대결해 나간다.
그러다가 송나라가 후주를 무너트린 후 안정을 찾고 국가의 기틀을 확립하자 963년 12월부터 송나라의 연호를 사용했다.

#### 황제권 강화와 정적 숙청

##### 친위세력의 강화
과거 제도 시행에 핵심적인 역할을 했던 쌍기는 광종의 신임이 두터워지자 더욱더 많은 중국인들을 귀화시켜 고려 조정으로 끌어들인다. 세력 기반이 약했고 신진관료들만으로 친위 세력의 구성이 힘들다고 판단한 그는 계속적으로 중국의 인재들을 영입하려 한다. 5대 10국이 송나라에 멸망, 통합되면서 각 나라들의 관료, 학자, 망명객들 역시 고려로 적극적으로 수용한다.
과거제가 처음 부활된 이듬해인 959년 쌍기는 자신의 아버지 쌍철을 고려로 불러들였고, 광종은 쌍철을 좌승으로 임명하여 개혁작업에 동참시킨다. 또한 쌍씨 부자가 고려의 실세로 떠오르자 많은 중국인들이 고려로 귀화하였고, 광종은 그들 대부분을 관리로 임용하였다. 광종은 이들을 통해 친위세력을 구성하고 호족들을 견제하게 했다.
광종이 귀화인들을 적극 영입, 유치하는데는 친위세력 강화 외에 다른 이유도 있었다. 그는 노비안검법을 실시, 강행함으로써 내국의 호족들과는 등을 돌린 상태였다. 그런데 조정은 그들에 의해 거의 장악된 상태였다. 이 때문에 호족을 견제할 새로운 신하들이 필요했고, 광종은 쌍기를 비롯한 귀화인들로 그 자리를 메웠다. 귀화인들을 적극 중용한 광종은 호족들의 집과 별장을 빼앗거나 몰수한 뒤 이들 귀화 신하들에게 나누어 주었다. 또한 귀화인들을 지나치게 중용한 나머지 광종은 내국 신하들의 집을 빼앗아 귀화인들에게 지급하기도 했다. 내국의 신하들은 귀화인들에 대한 광종의 지나친 대우에 반발했는데, 그 대표적인 사람이 서필이었다. 자택과 별장을 강제로 빼앗긴 것에 불만을 품은 호족들은 이들 신하들과 힘을 합치거나 뒤에서 조종하면서 광종의 귀화인 우대 정책을 비판하고, 만백성의 어버이가 되기를 포기하고 세력을 형성하려 한다며 광종을 비판하게 된다.
서필은 광종의 행동을 못마땅히 여겼다. 그래서 광종에게 자신의 집을 바치겠다고 말한다. 광종이 그 이유를 묻자 자신이 죽고 난 뒤에 자손들 대에서 집을 빼앗길 바에야 미리 그 집을 바치는 것이 현명한 일이 아니겠느냐고 대답한다. 이에 광종은 분노하지만 나중에는 서필의 말이 옳음을 깨닭고 다시는 신하들의 집을 빼앗지 않았다고 한다. 그러나 호족들의 집과 별장은 계속해서 빼앗는다.
광종은 집권 내내 귀화인들을 위주로 정치를 펼쳤으며, 이에 호족들이 반발하자 가혹한 숙청작업을 벌여 공포정치를 실시하게 된다. 후일 최승로는 이 일에 대하여 광종을 비판하고 있다. 광종의 지나친 귀화인 임용으로 내국인이 설 자리를 잃었을 뿐만 아니라, 귀화인과 내국인의 정권 대립이 가속화되는 바람에 정국이 혼란스러워졌다는 것이다.

##### 황족 숙청
광종은 황제권의 강화에 걸림돌이거나 자신에게 도전한다는 의심이 드는 인물에게는 냉혹하였다. 광종은 호족과 대신들 뿐만 아니라 골육과 종실에 대해서도 황제권 강화에 장애요소가 된다고 생각하면 과감히 제거하였던 것 같다. 광종은 혜종의 아들 흥화궁군과 동복 형인 정종의 아들 경춘원군을 역모에 관련되었다 하여 처형시키고, 심지어는 자신의 아들이자 태자인 주(경종)를 의심할 정도로 역모에 민감해졌다.
945년 혜종의 아들 흥화궁군 은 혜종이 죽자 출궁하여 어머니와 함께 절에서 살다가 후에 광종 즉위 후 경화궁부인을 따라 궁으로 들어가 함께 살았다. 그러나 960년 이후 벌어진 왕족 숙청때에 이복 조카이자 처남인 흥화궁군을 처형했고 정종의 아들인 경춘원군도 처형했다. 그 밖에 태조의 15서자인 효은태자 역시 군소배와 사귀면서 다른 마음을 먹고 있다는 이유로 처형하였다.
| “ | 효은태자는 그 이름이 전하지 않는다. 혹은 동양군(東陽君)이라고도 불렀는데 성격이 난폭하였으며 작당하여 반역을 꾸미려는 뜻을 품고 있었으므로 광종이 사약을 내렸다. 그의 아들 왕임(王琳)과 왕정(王禎)은 효은이 자결할 때 어렸기 때문에 죽음을 면하여 도망칠 수 있었다. | ” |

효은태자는 이름이 왕원으로 동양대군으로도 부르는데, 태조의 후궁이자 고려의 개국공신인 유금필의 딸인 동양원부인 사이에서 태어났다. 광종은 이복동생 효은태자 왕원을 성격이 난폭하였으며 작당하여 반역을 꾸미려는 뜻을 품고 있었다, 군소배들과 친하게 지내면서 다른 뜻을 품었다는 이유로 처형하였다. 당시의 상황을 최승로는 기록으로 남겼다.
| “ | 경신년(960년, 광종 11년)에서 을해년(975년, 광종 26년)까지의 16년간은 간악한 자들이 다투어 진출하여 참소가 크게 일어나니 군자는 몸둘 곳이 없고, 소인만이 제뜻대로 되었다. 심지어 자식이 부모를 거역하고 종이 그 주인을 고소하기까지 하여 상하가 마음을 합치지 못하고 옛 신하들과 이름난 장수들이 차례로 죽음을 당하고 골육과 인척도 모두 멸하였다. 하물며 혜종이 능히 형제를 보전한 일과 정종이 능히 나라와 가문을 보존한 일은 은혜와 의리를 논한다면 중하다고 이를 수 있는데, 두 왕 모두 다 아들 하나만이 있었는데도 왕은 그 생명마저 보전치 못하게 하였다. 또 말년에 이르러서는 자기의 아들까지도 의심하고 꺼렸다. 그런 까닭에 경종은 태자로 있을 때 항상 불안에 떨다가 다행스럽게도 왕위를 계승하게 되었다. 아! 어찌 처음에는 잘하여 좋은 명예를 얻었는데 뒤에 잘하지 못하여 이지경에 이르렀는지 참으로 통탄하지 않을 수 없는 일이다. | ” |

958년부터 과거제도로 선발한 인재들과 독자적으로 육성한 친위대인 시위군졸을 통해 궁궐을 장악, 문무 양면으로 황제권을 강화하고 뒷받침하는 세력기반이 되었으며, 이들을 배경으로 정치적 적대세력을 과감하게 숙청할 수 있었다. 960년 개경을 황도로 개칭하였다. 그러나 이때부터 별다른 혐의가 없던 자신의 첫째 아들 주를 갑자기 의심하기 시작하였다. 그러나 효화태자의 요절로 황태자 주는 목숨을 부지할 수 있었다.

##### 군제 개혁
호족들에게서 노비들을 석방, 해방시킴으로써 사병들의 수를 축소시키게 했다. 그러나 그는 호족들의 사병을 완전히 몰수할 생각을 했지만 노비안검법으로 호족들의 반발이 계속되었으므로 사병 몰수 계획은 백지화시킨다.
960년(광종 11년) 초 그는 그의 정책에 반발하는 호족, 공신세력의 숙청을 계획한다. 광종 11년부터는 새로운 왕권 강화정책에 불만을 품은 훈구 대신이나 호족 세력을 본격적으로 축출, 숙청하기 시작했다. 이와 이울러 호족들의 군사력을 약화시키고 황제권을 뒷받침할 만한 새로운 제도적 조처가 마련되기도 하였다.
고려의 건국 이래 병권 장악의 최고 기관으로서 유공호족들의 아성이었을 순군부(循軍部)가 군부로 개편되었고 시위군(侍衛軍)인 내군(內軍)이 왕권강화를 뒷받침하는 장위부(掌衛部)로 개편되었다. 또한 물장성(物藏省)이 보천(寶泉)군으로 바뀌어저 왕성시위군졸의 증가에 따른 군수를 담당한 것은 모두 왕권강화와 밀접한 관련을 맺는 것이다. 또한 궁궐에 병력을 증원하여 이중, 삼중으로 호위하는 동시에 군부 내 호족세력을 대폭 해임, 파면함으로써 호족세력의 군권 강화와 만일에 사태에 대비한 암살가능성을 사전에 차단하였다.
961년 황궁을 증축하기 위해 대규모 토목공사를 계획하고 자신의 5촌 당숙 왕육의 집으로 임시 거처를 옮긴다.

##### 1차 호족 숙청
호족 숙청의 시발점은 960년에 평농서사(評農書史) 권신 이 대상(大相) 준홍(俊弘)과 좌승(佐丞) 왕동(王同)을 역모 혐의로 고변하면서부터였다. 대상 준홍이나 좌승 왕등은 각기 4품과 3품에 해당되는 관계를 가진 사람들로서 당시 상당한 실력자의 한사람이었다.
친국을 단행한 후 광종은 이들을 귀양 보냈으며 이때부터 참소하는 사람이 많아 죄없이 죽는 사람도 많았다. 준홍과 왕동이 쫓겨나고 광종의 주변에 대한 경계는 더욱 강화됐다. 준홍 등이 제거된 후 희생된 사람은 너무도 많아 따로 임시 옥사를 설치할 정도였다.
| “ | 평농서사(評農書史) 권신이 참소하기를 대상(大相) 준홍, 좌승(佐丞) 왕동 등이 역모를 꾸민다고 하였기 때문에 이들을 내쫓았다. 이때부터 아첨하는 자들이 득세하여 충성심 있고 현량한 사람들을 모함하였으며 노비가 제 주인을 고소하고, 아들이 제 아비를 참소하여 감옥이 항상 가득 차게 되었다. 이리하여 따로 임시 감옥까지 설치하였다. 죄 없이 잡혀가는 자가 계속 생겨나고 시기하는 버릇이 날로 심해졌다. 왕실의 일족들도 많이 잡혀 죽었고 왕의 외아들 주(胄)까지도 역시 의심을 받아 왕에게 가까이 가지 못하게 되니 모든 사람들이 두려워하여 감히 마주 않아서 이야기도 하지 못하였다. | ” |
|   | — 고려사 권 2, 광종 11년조 기사 |   |

고려사 등에 의하면 이 사건 이후부터 "참소하고 아첨하는 무리가 뜻을 얻어 충량(忠良)한 사람을 모함하고, 종이 그 상전을 고소하며, 자식이 그 부모를 참소하여 감옥이 항상 가득 차서 따로 가옥(假獄)을 설치하게 되었으며, 죄없이 살육당하는 자가 줄을 이었다"고 기록하였다. 이 시기부터 호족세력에 대한 무자비한 숙청이 시작되었으며 이러한 숙청으로 광종 자신도 신변의 위협을 느껴 아들까지도 가까이 오지 못하도록 하였다. 이후 공신들에게 관직에서 내쫓거나 새로운 관직을 주지 않았고, 광종의 정책에 반대하거나 다른 왕자군의 배경세력인 외척 세력 호족들을 전면 숙청, 처형한다. 그리고 즉위 초 자신을 도왔던 평주의 박씨까지 제거하게 된다.
그러나 호족들이 숙청되자 호족들은 반기를 들었고, 광종은 신변에 위협을 느낀다. 961년 황궁을 수리, 영건하게 되면서 자연스럽게 그는 당숙인 왕육(王育)의 집으로 옮겨간다. 이때의 이궁은 공신숙청의 잡음을 피하기 위한 것이었다 한다. 광종은 황궁 증축을 목적으로 이어하였으나 '왕육가로의 이어가 호족들의 거센 반발로부터 광종 자신을 지키기 위해 취해졌다고 하는 견해'가 있다. 964년 왕육의 사제로 이어했다가 환궁하면서 조서를 내렸다.

##### 2차 호족 숙청
961년 당숙 왕육의 집으로 이주한 이후 일시적으로 호족 숙청을 중단한다. 그러나 964년(광종 15) 광종의 즉위를 도왔으나 그의 정책에 반발하던 평주의 호족 사도 박수경(朴守卿)일가를 숙청한다. 964년 내린 조서에서 그는 부조리와 문제가 있으면 기탄없이 말하라고 한다.
| “ | 오랫동안 이궁(離宮)에 있으면서 백관이 일을 아뢰는 것을 내가 친히 듣지 않는 것이 많으니, 여러 사람들의 마음이 혹시 의심하고 막힘이 있을까 염려한다. 이제는 궁궐의 수리가 끝났으므로 정사를 들을 곳이 있으니 모든 백관들은 각기 자기의 일을 조심하여 그 전대로 나와서 아뢰도록 하라. 물고기와 물의 관계처럼 군신이 즐거움을 같이 하여 서로 막힘이 없도록 하라. | ” |
|   | — 고려사 권 2, 광종 14년조 기사 |   |

이에 의하면 군신이 함께 즐겨 군신간에 막힘이 없어야 한다는 것이다. 그런데 박수경 가문에서 그에 대한 불만 여론이 터져나왔다. 광종은 바로 사도 박수경의 아들 승위(承位), 승경(承景), 승례(承禮) 형제를 투옥했다가 사형에 처하였고, 아들들의 투옥과 처형 소식을 접한 박수경 역시 그해 8월 병이 악화되어 사망하여 몰락하였다. 박수경 가문을 숙청한 이유는 광종에 의한 호족억압정책에 대한 박수경 가문의 불만의 토로였다. 이어 혜종비 청주원부인(淸州院夫人)과 정종비 청주남원부인(淸州南院夫人)의 친정아버지이며 청주의 호족인 원보 김긍률(金兢律) 역시 숙청되었다.
970년(광종 21년) 봄에는 최지몽(崔知夢)을 숙청하였다. 그해 봄 귀법사를 방문한 광종은 여기에서 술에 취한 채로 발언을 한 최지몽을 강등시키고 외지로 내쫓은 것이다.
| “ | 일찍이 광종을 따라 귀법사에 갔다가 술에 취하여 예를 잃은 죄로 강등되어 외걸현(隈傑縣)에 가서 11년이나 있다가 경종 5년에 소환되어 대광, 내의령에 제수되었다. | ” |
|   | — 고려사 권 92, 최지몽전 |   |

최지몽은 사형당하지는 않았지만 광종이 죽고 5년이 지난 뒤에야 경종에 의해 복직된다. 최지몽이 술에 취해서 한 발언의 내용은 알려지지 않았다. 다만 후대의 학자들은 그가 광종의 개혁에 불만을 터트렸을 것이라 추정하고 있다. '그가 어떠한 내용으로 죄를 얻었는지 그것을 구체적으로 알 수는 없지만 이도 역시 광종의 개혁에 대한 이야기를 하였다가 광종의 노여움을 사게 된 것이라 보인다.'는 견해와 '그가(최지몽) 득죄하여 폄출되었다는 사실은 곧 그가 훈신숙장의 계열로서 광종의 귀법사를 통한 사회적 지지세력의 확대기도를 반대했다는 것을 말해주는 것은 아닐까 한다.'고 추정한다.
집권 후반기의 광종은 황제권을 위협하는 세력이면 어느 누구를 가리지 않고 숙청을 감행했다. 이 때문에 호족들은 역도로 몰리지 않기 위해 몸을 사렸고, 한편으론 광종에 대한 불만을 고조시켰다. 고려사의 열전 최승로편에 의하면 "옛 공신과 장수들이 죽음을 면하지 못하고, 경종이 즉위할 때 살아 남은 사람은 40여명 뿐이었다"고 전한다.
태조 삼한공신이 3,200명 이었는데 광종 말년에 가면 이들 공신 또는 공신가 사람은 40여 명만 남았다는 것이다.

#### 중국의 혼란기
조광윤이 송을 일으켜 맹위를 떨치는 한편 후주는 몰락의 길을 걷고 있었다. 959년 후주의 시어로 있던 쌍철이 갑자기 고려로 내왕하여 고려의 신하가 된 것도 이 때문이었다.
후주의 혼란을 틈타 독자적인 연호를 사용하였지만, 송나라가 건국하면서 다시 송나라와의 외교관계를 재개한다. 962년 겨울 광평시랑 이흥우를 송나라에 보냈고, 963년 12월부터는 송의 연호를 사용하였다. 12월에 송나라에서 책명사 시찬을 보냈으나 폭우와 풍랑을 만나 사절단을 태운 배가 좌초되고 시찬만이 폭우 속에서 홀로 살아 남아 당도했다. 광종은 친히 나가 시찬을 맞이한 뒤 시찬을 성대한 환영회를 베풀어 후대하고 위로하여 되돌려보냈다. 965년 2월 황족인 대승 내봉령 왕로를 송에 보냈다. 송나라에서도 화답으로 왕로에게 상서 좌복야의 식실봉 3백호를 내렸다. 972년 2월 8일 내의시랑 서희를 송에 보냈다.
또한 송나라와 공식 무역 관계를 체결했다. 개경에서 30리 길인 예성강 포구의 벽란도이다. 광종 때 송나라와의 공식 무역 관계가 열린 이후부터 국제적인 무역항으로 크게 자리잡게 되었다.
중국의 정세 변화에 광종은 수시로 정보를 접하며 민감하게 대응하였다. 거란족은 태조 때 수교를 거절한 일에 앙심을 품고 변방을 약탈할 조짐을 보였고, 여진족은 매년 그에게 사절을 보내 공물을 바쳤지만 그는 여진족도 불신하였다. 광종은 후주, 송나라와의 돈독한 외교관계를 바탕으로 거란, 여진족 세력을 견제하였다.

#### 불교 장려
사상적 통합을 목적으로 불교를 적극 장려하기도 했고, 각지의 사찰 중수와 공양 시주에 적극적으로 활동하였다. 953년 화엄종 승려 겸신을 국사로 봉하였다. 이후 겸신의 입적 이후 혜거를 초빙하여 국사로 삼는다.
960년(광종 11년)에는 혜거국사(惠居國師)가 칠곡의 고찰 도덕암을 대중수하여 칠성암(七星庵)이라고 이름 붙였다는 사적이 전해온다. 당시 고려 광종은 혜거국사를 왕사로 모시려고 여러 번 사람을 보냈으나 번번히 거절당했다고 한다. 광종이 친히 어가를 몰아 도덕암으로 와 혜거국사를 왕사로 모실 것을 권했으나 또다시 거절당했다. 이에 광종이 돌아가려 가자 대사는 ‘이것도 속세의 인연’이라며 며칠간 쉬면서 속병을 고치시라 했다. 그래서 광종은 여기에서 3일간 쉬면서 절에 있던 샘물을 복용했더니 씻은 듯이 속병이 나았다고 한다. 이런 일이 있은 뒤로 이 샘물을 어정수(御井水)라 부르게 되었다고 하며 아직도 극락보전 뒤편에 샘물이 남아있다. 이 일로 광종은 절에 대한 지원을 아끼지 않아 이 절을 칠성암이라 부르게 되었으며 후세사람들이 어정수를 약물이라 부르고 있다.
963년에 귀법사(歸法寺)를 창건하고, 이곳에 제위보(濟危寶)를 설치하여 각종 법회와 재회를 개설하는 등, 적극적인 불교정책을 펴나간 것은 이와 밀접한 연관이 있는 것으로 생각된다. 즉, 귀법사의 승려 균여(均如)·탄문(坦文) 등을 통하여 호족세력에 반발하는 일반민중들을 포섭하고, 개혁을 지지해주는 사회적 세력으로 삼고자 하였다. 968년에는 충청도 논산에 혜명이 관촉사를 창건할 때 지원하였다.
967년에는 최행귀에게 명하여 균여의 보현원십가를 한문으로 번역케 하였다. 968년(광종 19)에는 고승들을 나라의 스승으로 초빙하여 국사·왕사의 이사제도(二師制度)가 시작되었다. 광종은 혜거(惠居)를 국사로 삼아 홍화사(弘化寺)·삼귀사(三歸寺)·유암사(遊巖寺) 등의 절의 창건을 전폭적으로 지원하였고, 탄문(坦文)을 왕사로 삼았으며 974년에 혜거가 죽자 탄문을 국사로 삼았다. 잇단 왕족과 호족들의 처형으로 흉흉해진 민심을 불교 법회 등을 통해 달래려 했다. 그러나 불교 승려들 사이에서도 내분이 발생한다. 968년(광종 19년) 균여가 다른 뜻을 품었다는 이유로 고발당하고 탄문이 귀법사를 장악한다.
한편 970년(광종 21년)부터는 충청남도 논산에 대규모의 석불을 중수하였다. 이 석불은 광종 생전에는 완공을 못보고 1006년(목종 9년)에 이르는 37년이라는 오랜 불사 끝에 완성되었다. 석불조각 공사가 수월하지 않자 고민하던 혜명 스님의 눈에 어린 아이가 흙을 가지고 '부처를 모시는 놀이'를 하는 광경이 눈에 띄었다. 모래를 쌓고나서 그 위에 부처를 세우는 것을 보고 크게 깨달아 그 방법을 적용해 불상을 세우게 된 것이다.
광종이 이처럼 커다란 미륵불을 조성하게 한 이유는 나라를 세운 지 얼마 되지 않아 황제권확립의 필요성이 절실했기 때문에 자신의 황제권을 과시하는 상징물로 거대한 부처를 조성하게 한 것이다. 미륵불을 건설할 마땅한 장소로는 옛 백제를 그리워하는 유민들에게 이젠 새 왕조가 열렸음을 상기시켜주기 위해 후백제의 고토 논산이 그 장소로 적합했던 것이다.

### 생애 후반
961년 4월 홍수가 나자 광종은 궁궐 수호와 복원의 목적으로 수영도감(修營都監)을 설치하고 당숙인 정광(正匡) 왕육(王育)의 집으로 거처를 옮긴다.
한편, 불교를 신봉하였으며, 국방에 유의하여 동북계(東北界)·서북계(西北界)에 많은 성을 쌓았다. 서북계에는 장청(長靑)·위화(威化)·무주(撫州)·안삭(安朔)·습홀(濕忽)·송성(松城)·낙릉(樂陵)·운주(雲州)·신도(信都)·안융(安戎) 등 주로 평남·북지방에 축성(築城)하였고, 동북계에는 장평(長平)·박평(博平)·고주(高州)·화주(和州) 등, 주로 지금의 함경남도 지방에 축성하였다.
965년 2월 첫째 아들 주(후일의 경종)를 태자로 책봉하고, 장생전에서 잔치를 베풀었다. 광종은 자신의 아들인 태자 주 또한 의심하였지만 둘째 아들 효화 태자가 요절한 관계로 태자 주 이외엔 황위를 물려줄 다른 아들이 없었다. 목숨을 잃을지 모른다는 공포에 사로잡혔던 태자 주는 일체 자신의 뜻을 외부로 표출하지 않고 조용히 지냈다.
광종 말년에 이르러서는 세상이 어지럽고 형장이 잇달아서 역세(歷世) 훈신숙장이 죽음을 며치 못했던 바 경종대에 살아남은 구신은 겨우 40여 명밖에 되지 않았다고 한다 965년 7월에는 그의 측근이었던 내의령 서필이 병사하였다. 이후 그의 불교에 대한 의존도가 높아졌다. 968년 악몽을 꾼 후 재회를 열었으며 방생소를 두고 도살 금지령을 내렸다.
971년 12월 고려에 지진이 발생하였다. 각지의 호족과 백성들은 황제의 탓으로 돌렸고, 이를 겨우 수습하였으나 972년 2월 다시 대지진이 발생하였다. 이 무렵 그는 악몽을 꾸고 그해 8월 죄수들을 대대적으로 사면하는 대사면령을 내렸다. 972년말 내의시랑 서희를 책봉주청사로 송나라에 파견하여, 송나라 황제로부터 조칙으로 광종에게 식읍과 칭호를 받고, 책봉주청사로 파견된 서희, 최업, 강례, 유은 등도 특별히 송나라의 관작을 제수받고, 송나라의 연호를 쓰기 시작하였다.

### 최후
973년 함경남도 장평진, 박평진과 고주에 성을 쌓았고, 신도성을 수축하였다.
974년(광종 25년) 양주의 자재암의 중수를 명하여 각규대사가 중창케 했다. 그해, 서경 사람 연가(緣可)가 반역을 꾀하려다가 발각되어 처형하였다. 그해 국사 혜거가 76세로 사망하자 탄문을 국사로 삼았다. 그러나 탄문도 975년 3월 병으로 76세를 일기로 사망한다.
975년 여름 갑자기 병환이 나서 그해 5월에 몸져누웠고, 며칠 뒤 개경 황궁의 정침(正寢)에서 붕어하였다. 그의 나이 향년 51세였다. 묘호(廟號)는 광종(光宗)으로 하고 대성(大成)이라는 시호를 올리고, 능은 경기도 개풍군에 위치한 헌릉(憲陵)이다.

## 평가와 비판
| “ | 왕이 즉위한 처음에는 신하를 예우하고 정치를 현명하게 처결했으며 가난하고 약한 자를 돌보아 주고 선비들을 존중했다. 밤낮으로 쉼 없이 정무에 힘쓰니 거의 태평성대가 찾아온 듯 했다. 그러나 중반 이후로는 참소를 믿어 사람들을 많이 처형시켰고 지나치게 불교를 신봉했으며 절도없이 사치한 생활을 했다. | ” |
|   | — 고려사 권 2, 광종 26년조 기사 |   |

| “ | “광종은 아랫사람을 예로 대하였고 사람을 알아 보았으며, 친하고 귀한 사람에게 치우치지 않고 호강(豪強)한 자는 항상 꺾었으며, 소천(疎賤)한 사람을 버리지 않고 환과(鰥寡)를 돌보아 생기를 북돋아 주었다. 즉위한 해로부터 8년까지는 정치와 교화가 맑고 공평하였으며 형벌과 상이 알맞았다. 쌍기가 등용된 이후로는 문사(文士)를 높이고 중히 여겨 은례(恩禮)가 지나쳤다. 이로 말미암아 재주 없는 자들이 함부로 벼슬길에 나와 차례가 없이 뛰어올랐으며, 주식(酒食)과 잔치 놀이가 연이어 끊어지지 않았다. 남쪽과 북쪽의 변변치 못한 사람들이 다투어 투의(投依)하기를 원하고 후생(後生)이 다투어 벼슬길에 나오고, 옛 덕이 있는 사람들이 점점 쇠진하여졌다. 다시는 서정(庶政)을 부지런히 하지 않고 신료를 접견하지도 않았으므로 시기가 날로 심하고 군신 사이의 의논이 날로 막혀서 시정(時政)의 득실을 감히 말하는 자가 없었다. 더구나 부처의 일을 혹신하고 법문(法門)을 과중하게 하여, 오로지 수복(壽福)을 구하고 기도만을 일삼아 한도가 있는 재력을 다하고 한도가 없는 인연을 지으며, 스스로 지존(至尊)을 가볍게 하고 작은 선(善)을 짓기를 좋아하였다. 궁실은 반드시 제도보다 넘치게 짓고 복식(服飾)은 모름지기 호화스러움을 다하며, 토목의 공사를 알맞은 때에 아니하고 꾸미는 일은 쉬는 날이 없었다. 말년에 와서는 무죄한 사람을 많이 죽였다. 경신년으로부터 을해년에 이르기까지 16년 간에는 간흉이 다투어 나오고 참소와 헐뜯음이 크게 일어나니, 군자는 용납될 곳이 없었고, 소인은 활개를 쳤다. 드디어 자식이 부모를 거역하고 종이 그 주인을 논박하기까지 되어 상하가 서로 마음이 떠나고 군신(君臣)은 해이(解弛)해졌으며, 구신(舊臣)과 숙장(宿將)이 차례로 죽임을 당하고 골육 친척이 모두 멸망되었다. 더구나 혜종이 형제를 잘 보전하고 정종이 방가(邦家)를 잘 보존한 것은 은혜나 의리로 논할 것 같으면 무겁다 할 만한데, 양조(兩朝)가 모두 아들 하나만 있었는데 그들의 성명(性命)을 보존치 못하게 하였으니, 그의 덕을 갚지 않을 뿐만 아니라 또다시 그들의 원한을 깊이 맺었던 것이다. 또 말년에 이르러서는 자기의 한 아들까지도 의심하고 꺼렸으므로 경종(景宗)이 동궁에 있을 적에 매양 편안치 못해 하였는데 다행히 왕위는 잇게 되었다. 아, 어찌 처음에는 선(善)하였으면서 뒤에는 선하지 못함이 이에 이르렀는가?” | ” |
|   | — 고려사 최승로 열전, 최승로의 광종에 대한 평 |   |

### 평가
고려사절요에 의하면 익재 이제현은 그를 평하기를 "과거를 설치하여 선비를 뽑은 일은, 광종이 본래 문(文)의 전아함을 가지고 풍속을 변화시키려 했던 뜻을 보았음이 있고서 쌍기 역시 그 뜻을 받들어 따라서 그 아름다움을 이루었으니, 도움이 없다고 할 수는 없다.(有以見光宗之雅 有用文化俗之意 而冀亦將順 以成其美 不可謂無補也)"라고 평하였다.
광종의 과감한 개혁정책은 결과적으로 호족 세력을 약화시키고 왕권을 안정시키는 역할을 하였다. 또한 과거제를 통하여 신진세력이 대거 등장함으로써 정치권에 새로운 바람을 일으켰으며, 문화적으로도 중국의 새로운 문물을 받아들여 독자적인 발전을 일궈냈다. 혜종과 정종은 각각 박술희(朴述熙)와 왕식렴(王式廉)으로 대표되는 다른 강력한 세력기반에 의지하여 왕권을 부지하였으나, 광종은 독자적인 세력기반을 쌓아 황제권을 확보하는 데 힘썼다. 권신·부호의 세력을 누르기 위해 근친결혼을 장려하고 외척의 폐를 없애려 했다. 광종은 고려 초기 황제권강화를 위하여 가장 끈기 있고 정력적으로 노력하여 큰 성과를 거둔 황제로 주목된다.
그가 과거 제도를 본격 도입, 정착시켜서 실력에 따른 인재등용의 길을 확립했다는 평가도 있다. 그러나 이것은 신분적 제약이 많던 신라 시대에도 최치원 등 육두품 관료들이 학문을 바탕으로 정계에 진출하여 많은 업적을 남겼고, 신문왕이 국학을 설립하고(682년), 원성왕이 독서삼품과를 설치하여(788년) 유학을 진작시켜 놓았기에 가능한 일이다. 하지만 광종에 의해 과거 제도가 본격 도입되지 않았다면 시험에 의해서 관리를 등용하는 제도는 쉽게 마련될 수 없었을 것이다.'라는 평이다.

### 비판
광종의 개혁정치는 새 왕조의 국가체제와 정치질서를 이루는 데 기여했다는 점에서 평가할만하나, 개혁의 범위가 주로 정치에 한정되어 중앙의 정계개편에 치중한 결과, 지방제도 개편이나 광범위한 경제·사회적 제도의 개편은 상대적으로 미약했다. 이것은 후대에도 영향을 미쳐 당장 본격적인 도 개편이나 군사 체계의 정비만 해도 성종 때부터나 겨우 이뤄지게 되는데, 하필 이때 요나라에서 소손녕이 쳐들어오게 되고 이것은 당시 고려의 열악한 행정력을 고스란히 보여주는 계기가 된다.
그는 개혁 과정에서 귀화인들을 지나치게 우대해 내국 관료들의 원망을 들었으며, 호족은 물론 혈육과 친인척에 대해서도 자기에 대한 적대 행위의 가능성을 항상 경계하고, 역모를 다스리는 과정에서 신하들은 물론 가족과 친척마저 함부로 죽이는 폐단을 남겼다. 수 많은 호족들과 이복아우인 효은태자, 조카인 혜종의 아들 흥화군, 정종의 아들 경춘원군 등 왕족들이 숙청을 당하였고 그로 인해 정치적, 사회적으로 불안과 혼란이 가중됐다.
노비안검법 시행이 가져온 부작용도 존재하였다. 노비로 있던 자가 자신의 옛 주인을 헐뜯고 욕하는 일로 싸움이 벌어지는 사건도 잇따라 터졌고, 그 시대 기준으론 노비와 양인 계층의 이반으로 신분 질서가 문란해저 사회적 토대가 흔들리는 양상도 일부 발생했다. 또한 광종 근위 세력과 호족 세력간의 충돌로 인해 정계의 대혼란이 일어나기도 했다.
중기 이후 사치와 지나친 정적 견제, 피의 숙청 등이 어우러지는데, 960년 평농서사(評農書史) 권신 이 대상(大相) 준홍(俊弘) 등의 역모를 고변한 이후 이를 빌미로 호족들을 대량으로 숙청하였고, 이복형 혜종의 아들 흥화궁군, 동복형 정종의 아들 경춘원군, 태조의 서자인 이복동생 효은태자 등을 처형하였고 심지어 자신의 장남인 태자 주 역시 의심하여 갈등을 벌이게 된다.

## 기타
노비안검법이 호족들의 경제적 기반을 약화시키기 위한 것이었다면, 과거제는 호족들의 정치적 기반을 약화시킬 목적으로 시행한 정치구조 개혁안이었다. 고려 건국 이후 호족 중심의 공신들에 의해 주도되던 조정에 과거를 거친 신진관료들을 등장시킴으로써 호족들의 힘을 약화시키면서 동시에 중앙집권적 통치체제를 확립하려는 혁명적 시도였던 것이다.

## 가족 관계
|                           |                             | 출생                           | 사망                                                     |
| ------------------------- | --------------------------- | ------------------------------ | -------------------------------------------------------- |
| 고려 제4대 국왕 고려 황제 | 광종 대성대왕 光宗 大成大王 | 925년 생일 미상 고려 개경 정전 | 975년 7월 4일 (음력 5월 23일) (50세) 고려 개경 본궁 정침 |

|    |                                     | 본관 | 생몰년        | 부모                                  | 비고      |
| -- | ----------------------------------- | ---- | ------------- | ------------------------------------- | --------- |
| 부 | 태조 太祖                           | 개성 | 877년 - 943년 | 세조 世祖 위숙왕후 한씨 威肅王后 韓氏 | 초대 국왕 |
| 모 | 신명순성왕후 유씨 神明順成王后 劉氏 | 충주 | 미상          | 유긍달 劉兢達 미상                    |           |

|      | 시호                            | 본관 | 생몰년 | 부모                                      | 비고 |
| ---- | ------------------------------- | ---- | ------ | ----------------------------------------- | ---- |
| 황후 | 대목왕후 황보씨 大穆王后 皇甫氏 | 황주 | 미상   | 태조 太祖 신정왕후 황보씨 神靜王后 皇甫氏 |      |

| 시호 | 시호                            | 본관 | 생몰년 | 부모                                  | 비고 |
| ---- | ------------------------------- | ---- | ------ | ------------------------------------- | ---- |
| 부인 | 경화궁부인 임씨 慶和宮夫人 林氏 | 진천 |        | 혜종 惠宗 의화왕후 임씨 義和王后 林氏 |      |
| 비   | 현비 김씨 賢妃 金氏             | 미상 | 미상   |                                       |      |

| 군호 | 군호              | 이름  | 생몰년        | 생모            | 배우자 | 비고       |
| ---- | ----------------- | ----- | ------------- | --------------- | --- | ---------- |
| 1    | 경종 景宗         | 주 伷 | 955년 - 981년 | 대목왕후 황보씨 | 헌숙왕후 김씨 獻肅王后 金氏 헌의왕후 유씨 獻懿王后 劉氏 헌애왕후 황보씨 獻哀王后 皇甫氏 헌정왕후 황보씨 獻貞王后 皇甫氏 | 제5대 국왕 |
| 2    | 효화태자 孝和太子 | 미상  | 미상          | 대목왕후 황보씨 | 미상 |            |

| 작호 | 작호                  | 생몰년 | 생모            | 배우자                      | 비고           |
| ---- | --------------------- | ------ | --------------- | --------------------------- | -------------- |
| 1    | 천추전부인 千秋殿夫人 | 미상   | 대목왕후 황보씨 | 천추전군 千秋殿君           |                |
| 2    | 보화궁부인 寶華宮夫人 | 미상   | 대목왕후 황보씨 | 미상                        |                |
| 3    | 문덕왕후 文德王后     | 미상   | 대목왕후 황보씨 | 홍덕원군 弘德院君 성종 成宗 | 성종의 제1왕후 |

## 대중 문화속에 나타나는 광종
- 2000년~2002년 KBS1 《태조 왕건》배우 : 조영관
- 2002년~2003년 KBS1 《제국의 아침》 배우 : 김상중
- 2009년 KBS2 《천추태후》: 정승우
- 2015년 MBC 《빛나거나 미치거나》: 장혁 최한
- 2016년 SBS 《달의 연인 - 보보경심 려》: 이준기, 홍동영, 최현진

### 서적
- 김창현, 《광종의 제국》(푸른역사, 2003)
- 황선영, 《나말여초 정치제도사 연구》 (국학자료원, 2002)
- 박영규, 《한권으로 읽는 고려왕조실록》 (들녘, 1996)
- 이기백 외, 《고려광종 연구》 (일조각, 1990)
- 일조각, 《한국사 시민강좌 제13집》 (일조각, 1997)
- 한국인물사연구원, 《이야기 고려왕조실록:상》 (도서출판 타오름, 2009)
- 홍석연, 《이야기 고려왕조야사》 (도서출판 삶과벗, 2008)
- 이은식, 《이야기 고려왕조 실록》 (도서출판 청목산, 2008)

## 같이 보기
| - 쌍기 - 과거제도 - 태조 - 혜종 - 정종 - 경종 - 성종 - 외왕내제 - 왕융 | - 한국의 역사 - 노비 안검법 - 연호 - 칭제건원 - 호족 |